# Carla Teti
Carla Teti (* 1969 in Rom) ist eine italienische Kostümbildnerin, die an bedeutenden Opernhäusern arbeitet.

## Leben und Werk
Teti studierte in ihrer Heimatstadt an der Accademia di Belle Arti. Sie arbeitet an namhaften Bühnen in ganz Europa und gestaltete die Kostüme für Cavalleria rusticana, Suor Angelica und La rondine mit dem Regisseur Luca De Fusco (alle am Teatro Filarmonico di Verona), für Eugen Onegin mit Juri Alexandrow (ebenfalls in Verona), für Nabucco mit Graziano Gregori (in der Arena di Verona), für Ascanio in Alba mit Franco Ripa di Meana (an der Mailänder Scala) und für Boris Godunow mit Andrei Konchalovsky (an der Turiner Oper). Eine langjährige Zusammenarbeit verbindet sie mit den Regisseuren Daniele Abbado (seit 2001) und Damiano Michieletto (seit 2004), sowie Michielettos Bühnenbildner Paolo Fantin. Drei gemeinsame Produktionen mit Michieletto – La gazza ladra (Pesaro 2008), La Bohème (Salzburg 2012) und Idomeneo (Wien 2013) – wurden auch fürs Fernsehen aufgezeichnet und ausgestrahlt.
Im Schauspielbereich arbeitete Teti unter anderem für mehrere Produktionen der italienischen Kompanie I Fratellini – darunter La Donna Serpente und Mein Kampf für die Theater-Biennale von Venedig – und 2006 für King Lear in der Regie von Andrei Konchalovsky im Na Woli in Warschau.

## Wichtige Operninszenierungen

### Mit dem Regisseur Daniele Abbado
- Pollicino von Hans Werner Henze – Rom
- Marin Faliero – Parma und Venezia
- Il re pastore – Ancona
- Jeanne d’Arc au bûcher – Palermo, Granada
- The Flood und L’enfant et les sortilèges – Ancona
- Die Zauberflöte – mit Claudio Abbado am Pult, in Reggio Emilia, Ferrara, Modena, Baden-Baden und Edinburgh
- Genoveva – Palermo
- Falstaff – Cagliari
- 2008 Ermione – Rossini Opera Festival Pesaro
- 2009 Patto di sangue und La rosa di carta von Matteo D’Amico
- 2009 Cyrano de Bergerac – Teatro Argentina, Rom (Sprechstück)
- 2009 A Midsummer Night’s Dream – Bari
- 2011 Madama Butterfly – Bari, Venezia
- 2012 Don Carlo – Wiener Staatsoper

### Mit dem Regisseur Damiano Michieletto
- 2004 Il trionfo delle belle von Stefano Pavesi – Rossini Opera Festival Pesaro
- 2006 Il dissoluto punito von Ramón Carnicer – Mozart-Festival La Coruña, Rossini Opera Festival Pesaro
- 2007 La gazza ladra – Rossini Opera Festival Pesaro
- 2008 Lucia di Lammermoor – Opernhaus Zürich
- 2009 Roméo et Juliette – Teatro La Fenice, Venedig, danach auch in Triest und Verona
- 2009 Il barbiere di Siviglia – Firenze, Ravenna, Reggio Emilia
- 2009 Il corsaro – Opernhaus Zürich
- 2010 Luisa Miller – Opernhaus Zürich
- 2010 Don Giovanni – La Fenice
- 2011 Le nozze di Figaro – La Fenice
- 2012 Madama Butterfly – Turin
- 2012 Così fan tutte – La Fenice
- 2012 La Bohème – Salzburger Festspiele
- 2012 Il trittico – Theater an der Wien, Det Kongelige Teater København
- 2013 Un ballo in maschera – Teatro alla Scala di Milano, Teatro Comunale di Bologna
- 2013 Falstaff – Salzburger Festspiele
- 2013 Idomeneo – Theater an der Wien
- 2014 The Rake’s Progress – Opernhaus Leipzig
- 2016 Aquagranda von Filippo Perocco – La Fenice

## Auszeichnungen
- 2010 Kritikerpreis Premio Abbiati
- 2011 Opera Award
- 2013 Reumertprisen – für die Kostüme von Idomeneo am Theater an der Wien (Regie: Damiano Michieletto)